# Roba (série télévisée)
Pour les articles homonymes, voir Roba.
Roba est une série télévisée finlandaise diffusée entre le 1er octobre 2012 et 2019 sur MTV3.

## Fiche technique
- Titre : Roba
- Création :
- Réalisation :
- Scénario :  Timo Varpio
- Producteur : Marko Talli
- Producteur exécutif : Olli Haikka
- Société de production : Filmiteollisuus Fine
- Société de distribution :
- Durée : 45 minutes

## Distribution
- Kari Hietalahti (fi) : Sergent Arto Mäkelä [2]
- Aarni Kivinen (fi) : ylikomisario Heikki « Hessu » Rantaniva
- Aku Hirviniemi (fi) : vanhempi konstaapeli Jani Sjöberg
- Leena Pöysti (fi) : Agent principal Maikki Kurkela
- Riku Nieminen (fi) : vanhempi konstaapeli Pekka Myllymies
- Mari Perankoski (fi) : Enquêtrice Elina Sinisalo
- Ilari Johansson (fi) : rikostutkija Markus Uusitalo
- Rauno Ahonen (fi) : Agent principal Niilo Kopra
- Ulla Virtanen : Sini Linden

## Épisodes

### Saison 1
1. Ei mitään salattavaa
2. Aseistettu ja vaarallinen
3. Lapsen parhaat kaverit
4. Metsästäjä
5. Poika, sinä olet tähti
6. Tosirakkautta
7. Veljensä vartija
8. Töölö
9. Jätehuoltoa
10. Muskettisoturit
11. Kiusaajat
12. Etusivun juttu

### Saison 2
1. Tarjous
2. Päätös
3. Tuoretta verta
4. Kaapin paikka
5. Kaksoiselämää
6. Pelottomat
7. Hyvä päivä
8. Ilopilleri
9. Haku päällä
10. Hyvässä hengessä

### Saison 3
1. Tyttöjen
2. Painekattila
3. Kunnian miehet
4. Neiti Etsivä
5. Ajojahti
6. Petturi
7. Apu on tulossa
8. Viha
9. Jotain isoa
10. Huomenna

### Saison 4
1. Uusi aika
2. Kumbaya
3. Vimma
4. Santiago
5. Lapsen etu
6. Palasina
7. Homma hallussa
8. Kunniakoodi
9. Vanha koira
10. Turvallisin piiri